# 薩米特布里奇 (特拉華州)
薩米特布里奇（英語：Summit Bridge）是位於美國特拉華州紐卡斯爾縣的一個非建制地區。該地的面積和人口皆未知。

## 地理
薩米特布里奇的座標為39°32′07″N 75°43′34″W / 39.53528°N 75.72611°W，而該地的平均海拔高度為21米（即69英尺）。